# Lab126
Lab126 — дочерняя компания Amazon.com, является разработчиком программной платформы для Kindle от Amazon. Она была основана в Купертино, штат Калифорния, под руководством Грегга Зера. Так же Lab126 разрабатывает и другие «простые в использовании, с высокой степенью интеграции, потребительские устройства компании Amazon».
В частности, в Lab126 был разработан персональный ассистент Amazon Alexa, ставший основой смарт-динамика и устройства управления умным домом Amazon Echo.